# Xenomystus nigri
Xenomystus nigri (Günther, 1868) è un pesce osseo d'acqua dolce appartenente alla famiglia Notopteridae, unica specie del genere Xenomystus.

## Distribuzione e habitat
X. nigri popola un ampio areale nell'Africa tropicale dalla Sierra Leone al Sudan e all'Angola. Vive nei fiumi Nilo, Niger, Ogowe e Congo nonché nel lago Ciad e nei relativi bacini. Presente anche nei fiumi costieri di Sierra Leone, Liberia, Togo, Benin e Camerun ma non risulta segnalato in Costa d'Avorio e Ghana. Vive in laghi e ruscelli preferendo zone con acque calme e fitta vegetazione.

## Descrizione
Il corpo è appiattito e piuttosto allungato nella parte caudale mentre è più alto nella parte centrale. La testa è piccola rispetto alle dimensioni del corpo, il muso è corto e porta due brevi tentacoli nasali. La pinna dorsale e la pinna caudale sono assenti e le pinne ventrali sono molto ridotte. La pinna anale è invece molto lunga, parte all'altezza delle piccole pinne pettorali e arriva all'estremità caudale del corpo; ha fino a 130 raggi, tutti molli. Il colore è brunastro.
Raggiunge una lunghezza massima di 30 cm.

## Biologia
Notturno o crepuscolare. È in grado di respirare aria atmosferica. Nonostante la rassomiglianza con i Gymnotiformes sudamericani non possiede organi elettrofori. Dispone però di organi sensoriali sensibili ai campi elettrici simili alle ampolle di Lorenzini degli squali. Può produrre suoni definiti come simili all'abbaiare di un cane.

### Alimentazione
Si ciba di chiocciole, vermi, insetti e crostacei.

### Riproduzione
La femmina depone fino a 200 uova che misurano circa 2 mm di diametro.

## Acquariofilia
Viene allevato negli acquari dove si dimostra piuttosto resistente ma non è una specie molto comune in commercio.

## Conservazione
Xenomystus nigri  è comune in tutto il vasto areale e non sembra risentire di particolari cause di minaccia. Per questo motivo la IUCN considera la specie a minimo rischio di estinzione.